# Атлантово
Атлантово - селище в Октябрському районі Ростовської області. Входить до складу Керчицького сільського поселення.

## Географія
У селищі є дві вулиці — Молодіжна та Прибережна.

## Населення
Чисельність населення станом на 2010 рік становила 56 осіб.